# Lloyd Perl
Lloyd Perl (California, 15 gennaio 1909 – Los Angeles, 1993) è stato un attore statunitense del cinema muto, attivo come attore bambino dal 1915 al 1918 (tra i 6 e i 9 anni di età).

## Biografia
Nato in California nel 1909, Lloyd Perl esordì a 6 anni, nel 1915, con il suo primo film, Little Dick's First Case, un cortometraggio prodotto dalla Majestic Motion Picture Company.
Nella sua breve carriera, dal 1915 al 1918, Perl girò nove pellicole. Assieme a Beulah Burns, Georgie Stone, Carmen De Rue, Francis Carpenter, Ninon Fovieri e Violet Radcliffe forma un'affiatata compagnia di attori bambini ("The Triangle Kids"), protagonisti di una serie di film prodotti dalla Fine Arts Film Company e distribuiti dalla Triangle Distribution.
Terminata l'esperienza di attore bambino, la vita di Lloyd Perl si svolge lontano dal mondo del cinema. Muore a Los Angeles nel 1993, all'età di 84 anni.

## Filmografia

### Cortometraggi
- Little Dick's First Case, regia di Chester M. Franklin e Sidney Franklin (1915)
- The Ashcan, or Little Dick's First Adventure, regia di Chester M. Franklin e Sidney Franklin (1915)

### Lungometraggi
- I sette angeli di Ketty (Let Katie Do It), regia di C.M. Franklin e S.A. Franklin (1916)
- A Sister of Six, regia di Sidney Franklin e Chester M. Franklin (1916)
- Cheerful Givers, regia di Paul Powell (1917)
- Aladino e la lampada magica (Aladdin and the Wonderful Lamp), regia di Chester M. Franklin e Sidney Franklin (1917)
- Treasure Island, regia di Chester M. Franklin e Sidney Franklin (1918)
- The Girl with the Champagne Eyes, regia di Chester M. Franklin (1918)
- Ace High, regia di Lynn Reynolds (1918)